# آثلون 64

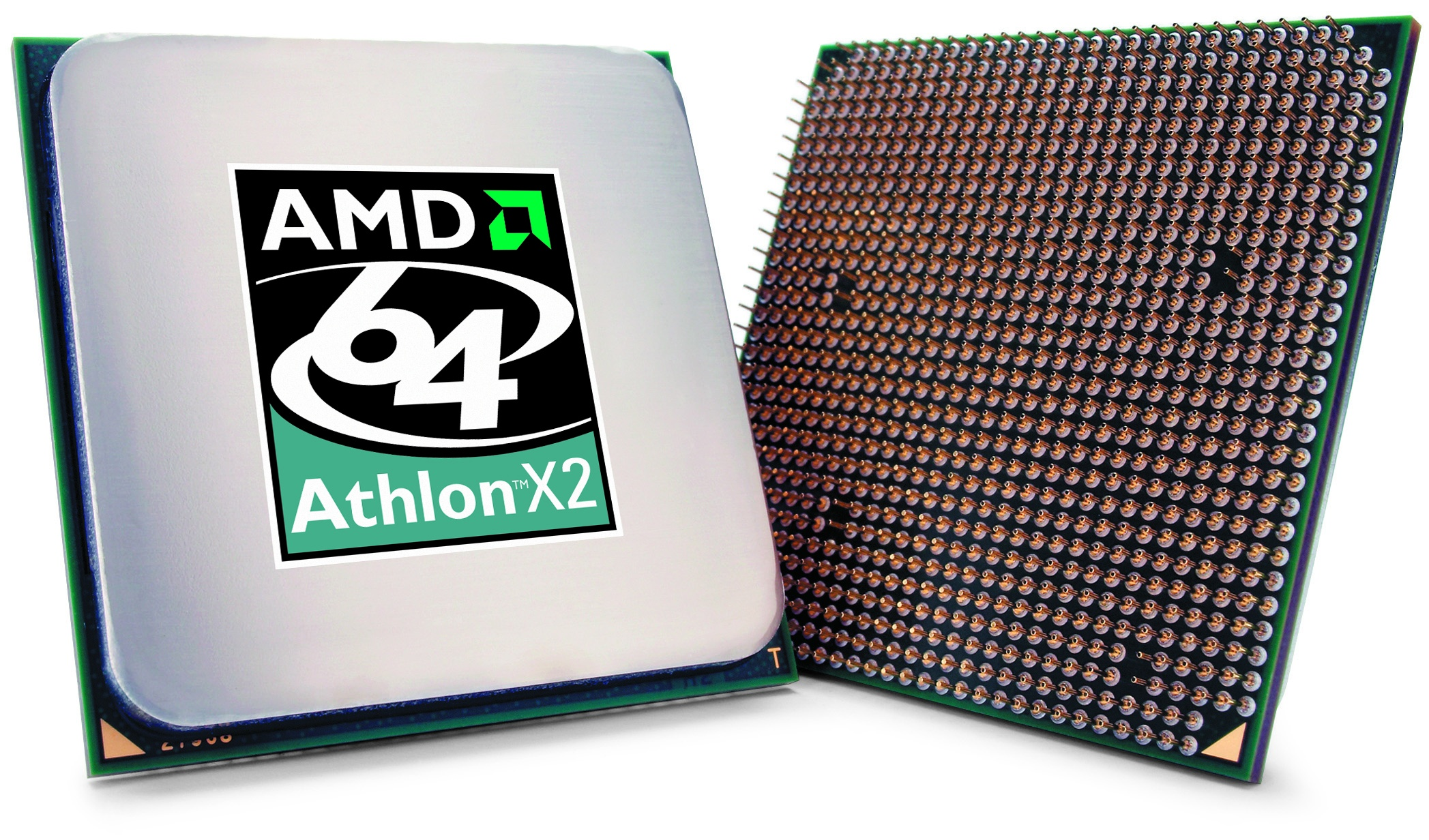
وحدة آثلون 64

تحرير آثلون 64 (بالإنجليزية: Athlon 64)‏ وهو الجيل الثامن من وحدات المعالجة المركزية بنظام إي أم دي 64 من شركة إي أم دي تم إطلاقها إلى الأسواق في 23 سبتمبر 2003. وهو ثالث سلسلة تحمل اسم آثلون وخليفة سلسلة آثلون إكس بي. وهو ثاني سلسلة، بعد سلسلة أوبترون بتكنولوجيا إي أم دي 64 وأول تكنولوجيا بنظام 64 بت مسوقة للمستخدمين العاديين. وكانت تتنافس مباشرة مع سلسلة بنتيوم 4. وبالإضافة إلى أنه كان يدعم تكنولوجيا 32 بت. وكان يستخدم مقبس 754 ومقبس 939 ومقبس 940 ومقبس إي أم 2.